# Austrolimnophila (Austrolimnophila) styx
Austrolimnophila (Austrolimnophila) styx is een tweevleugelige uit de familie steltmuggen (Limoniidae). De soort komt voor in het Afrotropisch gebied.